# Metrorrhagie
Metrorrhagie ist der medizinische Fachbegriff für azyklische, langanhaltende Blutungen aus der Gebärmutter außerhalb des normalen Menstruationszyklus. Es wird dabei auch von Schmierblutungen und Zwischenblutungen gesprochen. Halten diese Blutungen länger als 14 Tage an, handelt es sich um eine sogenannte Menometrorrhagie. Sie treten häufig im Jugendalter und während der Perimenopause auf.
Die Ursachen der Metrorrhagie können sein:
- Hormonelle Dysfunktion (u. a. Adoleszenz und Klimakterium)
- Myome
- Endometriumkarzinom
- Extrauterine Schwangerschaft
- Polyposis
- Schmierblutungen unter Einnahme der Antibabypille
- Intrauterinpessar
- Verletztes Gefäß (z. B. iatrogen)
- Schmierblutung nach der Menopause

Vor allem bei Frauen, die älter als 40 Jahre sind und bei denen eine Metrorrhagie oder eine Menometrorrhagie auftreten, muss immer auch an die Möglichkeit des Vorliegens eines Endometriumkarzinoms gedacht werden. Bei ihnen sollte nach wiederholtem Auftreten einer Metrorrhagie beziehungsweise einer Menometrorrhagie eine gynäkologische Abklärung mit einer Entnahme von Endometrium aus der Gebärmutterhöhle und Untersuchung dieses Gewebes unter dem Mikroskop erfolgen.